# اليران دانن
اليران دانن (بالعبرية: אלירן דנין‏) هو لاعب كرة قدم إسرائيلي في مركز الدفاع، ولد في 29 مارس 1984 في نتانيا في إسرائيل. شارك مع منتخب إسرائيل تحت 21 سنة لكرة القدم ومنتخب إسرائيل لكرة القدم. أما مع النوادي، فقد لعب مع بيتار القدس ومكابي بتاح تكفا ومكابي حيفا وهابوعيل تل أبيب.

## وصلات خارجية
- اليران دانن على موقع قاعدة بيانات كرة القدم.إي يو (الإنجليزية)
- اليران دانن على موقع ناشيونال فوتبول تيمز (الإنجليزية)
- اليران دانن على موقع Soccerway.com (الإنجليزية)
- اليران دانن على موقع AS.com (الإسبانية)